# Municipio de Andrews
El municipio de Andrews (en inglés: Andrews Township) es un municipio ubicado en el condado de McLean en el estado estadounidense de Dakota del Norte. En el año 2010 tenía una población de 49 habitantes y una densidad poblacional de 0,53 personas por km².

## Geografía
El municipio de Andrews se encuentra ubicado en las coordenadas 47°47′51″N 101°2′9″O / 47.79750, -101.03583. Según la Oficina del Censo de los Estados Unidos, el municipio tiene una superficie total de 92.7 km², de la cual 92,67 km² corresponden a tierra firme y (0,03 %) 0,03 km² es agua.

## Demografía
Según el censo de 2010, había 49 personas residiendo en el municipio de Andrews. La densidad de población era de 0,53 hab./km². De los 49 habitantes, el municipio de Andrews estaba compuesto por el 97,96 % blancos y el 2,04 % eran de una mezcla de razas. Del total de la población el 0 % eran hispanos o latinos de cualquier raza.